# Línia evolutiva de Voltorb
Aquesta línia evolutiva de Pokémon inclou Voltorb i Electrode.

## Voltorb
Voltorb és una de les espècies que apareixen a la franquícia Pokémon. És de tipus elèctric i evoluciona a Electrode.

## Electrode
Si buscàveu el conductor elèctric, vegeu Elèctrode.
Electrode és una de les espècies que apareixen a la franquícia Pokémon. És de tipus elèctric i evoluciona de Voltorb.